# Panne de Moteur
Panne de Moteur, född 19 februari 2008 på Menhammar stuteri i Ekerö i Stockholms län, är en varmblodig travhäst. Han tränades av Stefan Hultman och kördes av Örjan Kihlström.
Panne de Moteur tävlade mellan åren 2011–2015 och sprang in 8,7 miljoner kronor på 42 starter varav 19 segrar. Han tog karriärens största segrar i Jubileumspokalen (2013) och Sundsvall Open Trot (2013). Bland andra stora segrar räknas Fyraåringseliten (2012), Prins Carl Philips Jubileumspokal (2013) och Gulddivisionens final (2013). Han har även kommit på andraplats i Sprintermästaren (2012), Svenskt Travderby (2012), Elitloppet (2014) och Norrbottens Stora Pris (2015).
Efter tävlingskarriären har han varit avelshingst. Han fick sin första kull 2016.